# Xestoleberis symmetrica
Xestoleberis symmetrica is een mosselkreeftjessoort uit de familie van de Xestoleberididae. De wetenschappelijke naam van de soort is voor het eerst geldig gepubliceerd in 1988 door Hao.